# Christoph Dehio

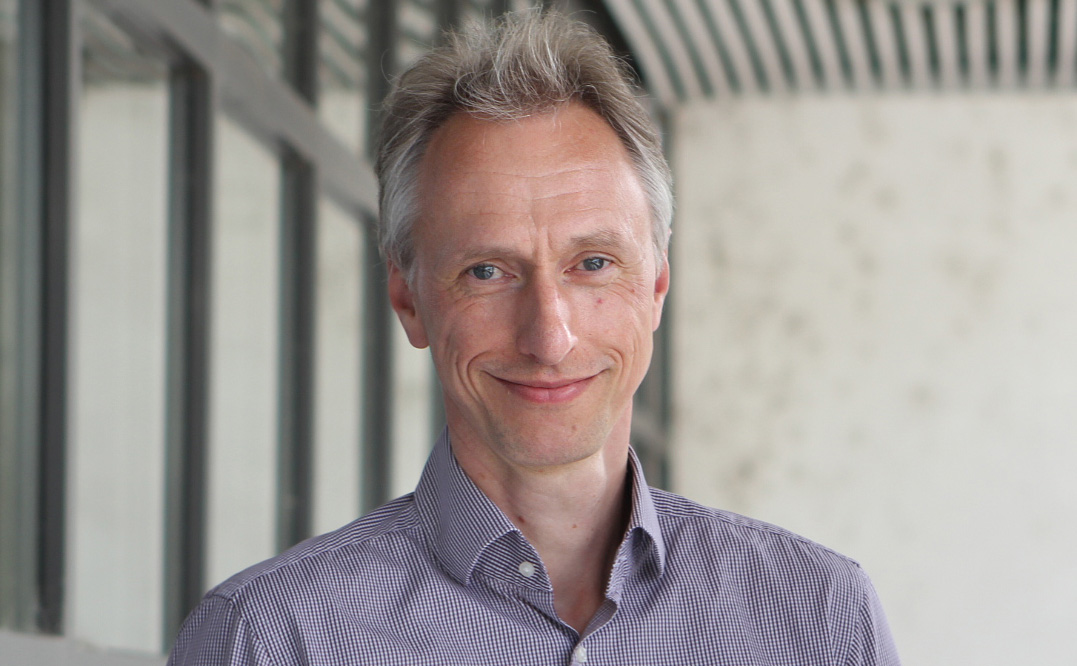
Christoph Dehio, 2015

Christoph Dehio (* 23. April 1965 in Gelnhausen) ist ein deutscher Infektionsbiologe und Professor am Biozentrum der Universität Basel, Schweiz.

## Leben
Christoph Dehio studierte Biologie an der Universität Köln und promovierte 1992 am Max-Planck-Institut für Pflanzenzüchtungsforschung in Köln. Als Postdoktorand ging er 1993 für zwei Jahre an das Institut Pasteur nach Paris. Anschliessend war er von 1995 bis 2000 Forschungsgruppenleiter am Max-Planck-Institut für Biologie in Tübingen. 2000 kam Dehio als Professor für Molekulare Mikrobiologie ans Biozentrum der Universität Basel, wo er 2012 zum Ordinarius ernannt wurde.

## Wirken
Dehio erforscht einen bei bakteriellen Krankheitserregern weit verbreiteten Virulenzmechanismus – sogenannte Typ-4-Sekretionssysteme injizieren bakterielle Effektorproteine in Wirtszellen und verändern hierdurch gezielt die zellulären Funktionen zum Vorteil des Erregers. Anhand des Erregers Bartonella konnte er die schrittweise Evolution derartiger Sekretionssysteme aus dem bakteriellen Konjugationsapparat, bzw. der injizierten Effektorproteine aus Toxin-Antitoxin Modulen nachweisen. Anhand adaptiver Radiationen konnte Dehio weiterhin aufzeigen, dass der Erwerb derartiger Sekretionssysteme Erregern eine erhöhte Anpassungsfähigkeit an Wirtsorganismen verleiht und somit zur Entstehung neuer Pathogene mit verändertem Wirtsspektrum beiträgt. Seine Untersuchungen zur Funktion der injizierten Effektorproteine zeigen auf molekularer Ebene wie diese zelluläre Funktionen gezielt manipulieren, insbesondere durch Unterbindung entzündlicher Prozesse bzw. des programmierten Zelltods, bzw. durch Umlagerungen des Cytoskeletts im Zuge der Aufnahme der Erreger in das Zellinnere.

## Auszeichnungen
- 1994 Otto-Hahn-Medaille der Max-Planck-Gesellschaft[4]
- 2000 Postdoktoranden-Preis für Immunologie der Robert-Koch-Stiftung[5]
- 2005–2010 International Research Scholar of the Howard Hughes Medical Institute[6]
- 2006 Pfizer Forschungspreis[7]
- 2006 Hauptpreis der Deutschen Gesellschaft für Hygiene und Mikrobiologie[8]
- 2010 gewähltes Mitglied der Nationalen Akademie der Wissenschaften Leopoldina[9]
- 2013 gewähltes Mitglied der European Molecular Biology Organization (EMBO)[10]
- 2013 ERC Advanced Grant[11]

## Publikationen (Auswahl)
Vollständige Publikationsliste
- P. Engel, A. Goepfert, F. V. Stanger, A. Harms, A. Schmidt, T. Schirmer, C. Dehio: Adenylylation control by intra- or intermolecular active-site obstruction in Fic proteins. In: Nature 482, 2012, S. 107–110, PMID 22266942.
- A. T. Pulliainen, K. Pieles, C. S. Brand, B. Hauert, A. Böhm, M. Quebatte, A. Wepf, M. Gstaiger, R. Aebersold, C. W. Dessauer, C. Dehio: Bacterial effector binds host cell adenylyl cyclase to potentiate Gαs-dependent cAMP production. In Proc Natl Acad Sci U S A. 109, 2012, S. 9581–9586, PMID 22635269.
- G. Schröder, R. Schülein, M. Quebatte, C. Dehio: Conjugative DNA-transfer into human cells by the VirB/VirD4 type IV scretion system of the bacterial pathogen Bartonella henselae. In: Proc. Natl. Acad. Sci. U S A. 108, 2011, S. 14643–14648, PMID 21844337.
- H. L. Saenz, P. Engel, M. C. Stoeckli, C. Lanz, G. Raddatz, M. Vayssier-Taussat, R. Birtles, S. C. Schuster, C. Dehio: Genomic analysis of Bartonella identifies type IV secretion systems as host adaptability factors. In: Nat. Genet. 39, 2007, S. 1469–1476, PMID 18037886.
- R. Schulein, P. Guye, T. A. Rhomberg, M. C. Schmid, G. Schroder, A. C. Vergunst, I. Carena, C. Dehio: A bipartite signal mediates the transfer of type IV secretion substrates of Bartonella henselae into human cells. In: Proc. Natl. Acad. Sci. U S A. 102, 2005, S. 856–861, PMID 15642951.
- R. Schülein, C. Dehio: The VirB/VirD4 type IV secretion system of Bartonella is essential for establishing intraerythrocytic infection. In: Mol. Microbiol. 46, 2002, S. 1053–67, PMID 12421311.
- R. Schülein, A. Seubert, C. Gille, C. Lanz, Y. Hansmann, Y. Piémont, C. Dehio: Invasion and persistent intracellular colonization of erythrocytes. A unique parasitic strategy of the emerging pathogen Bartonella. In: J. Exp. Med. 193, 2001, S. 1077–1086, PMID 11342592.